# Gabriel Canci

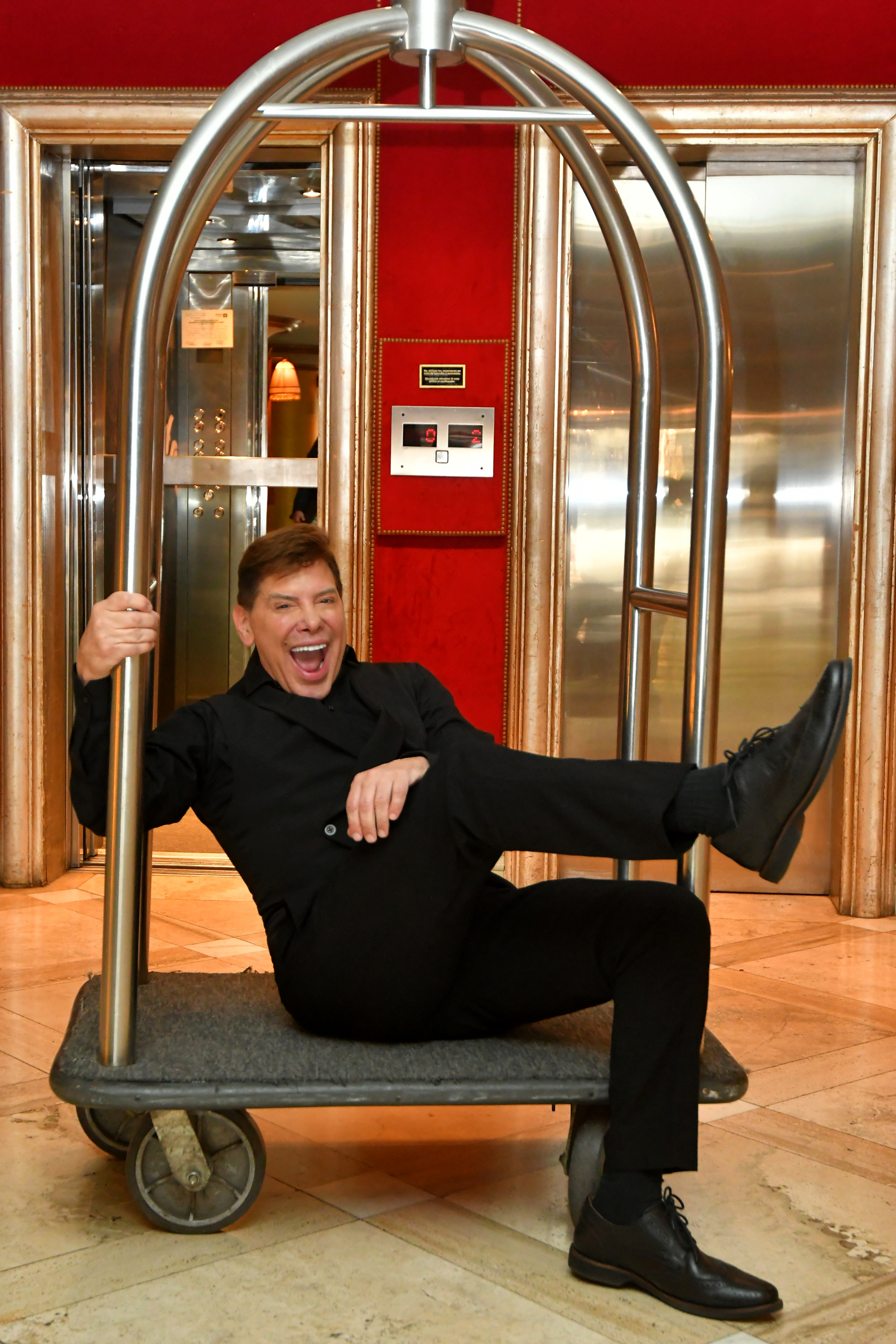

Gabriel Canci (Buenos Aires Argentina, 9 de octubre de 1969) es un productor de espectáculos y de moda, empresario, conductor, cantante y actor. Es conocido por realizar múltiples eventos, producciones y desfiles internacionales a lo largo de su carrera, tales como "Hyatt de Moda", "La Semana de la Moda" en Mendoza, y por generar e impulsar la inclusión social, a través de acciones a favor de la comunidad LGBT . Es miembro de la comisión directiva de la Asociación de La Casa Ronald en Mendoza y miembro de CCGLAR. Actualmente realiza la dirección artística de su productora, siendo el productor general de la misma su hermano Fernando Cruz Canci, quien lo acompaña en cada desarrollo empresarial. Actualmente conduce la tercera temporada del programa televisivo "Touch And Go",(Canal 7 Mendoza), siendo ganador de los Premios "Martín Fierro Federal", como mejor programa de entretenimientos y es notable su ascenso con el acontecimiento Internacional Vendimia para Todxs.

## Biografía

### Primeros años
Gabriel Canci comenzó su carrera artística, cuando tenía tres años. Su inicio fue en el teatro, precisamente en la comedia musical, donde su mamá Norma le ayudaba a estudiar los libretos. A los ocho años de edad, su carrera dio un vuelco profesional importante y llega a la televisión, compartiendo la pantalla con Marcelo Marcote, Elvira Romei, Carozo y Narizota, las Trillizas de Oro y otras tantas figuras infantiles del momento (canal 13). 

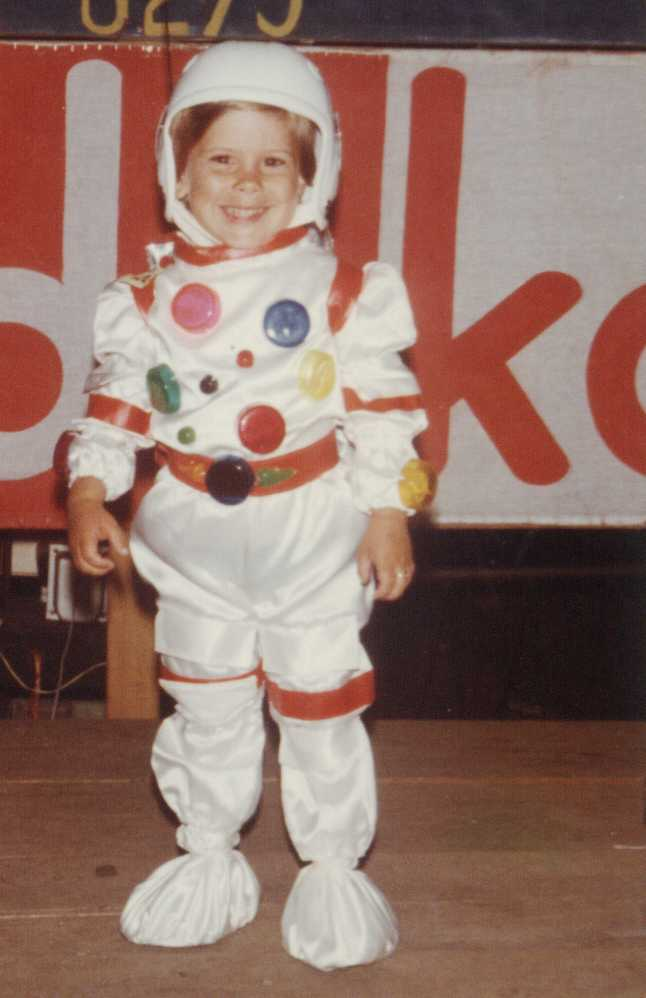
Gabriel a los 3 años en Comedia Musical.

A los 8 años, comienza sus estudios de canto y música en la Asociación del Profesorado Orquestal, donde su primera maestra, Mireya, fue una gran escritora y compositora. Poco a poco, el canto se transforma en su fuerte artístico, convirtiéndose, a los 10 años, en el ganador del certamen "Rumbo a la Fama", en el género de tango, de esta manera va surgiendo una de las figuras más jóvenes del momento y asciende al conocido y prestigioso programa "Grandes valores del tango" (canal 9). Ya la fama de Gabriel, era la causa de que la mayoría de los programas de la época solicitaran su presencia, entre ellos: "La Botica del Tango" (canal 11, actualmente Telefe), "Son Risas Once" (canal 11), "Cordialmente" (ATC, actualmente Televisión Pública), "Sábado de Todos" (ATC), así como también los grandes centros "tangueros", tales como "El Viejo Café Nacional", "Teatro Buenos Aires", "Teatro de la Ribera", "Café Tortoni", donde compartió el escenario con las orquestas de Osvaldo Pugliese, Mariano Mores, Héctor Varela y otros.
A los 12 años, se presenta una gran oportunidad artística para Gabriel, siendo elegido entre más de 3.000 niños para ser uno de los protagonistas del nuevo ciclo televisivo, "Señorita maestra", anteriormente  "Jacinta Pichimahuida", con libro de Abel Santa Cruz, encarnando el papel del galán e inteligente del grado "Tito Zabaleta". Fueron dos años de éxito televisivo, teatral y gráfico; junto al elenco llegaron a grabar discos y tener su propio álbum de juego de "figuritas". La prensa llenaba las páginas de la historia de la maestra y sus alumnos. 
Realizando la temporada teatral de dicha comedia en el Teatro Hermitage de Mar del Plata, Gabriel conoce a la diva Mirtha Legrand quien lo invita a ver un desfile en el mismo hotel, y allí con tan sólo 13 años nace su pasión por la moda.

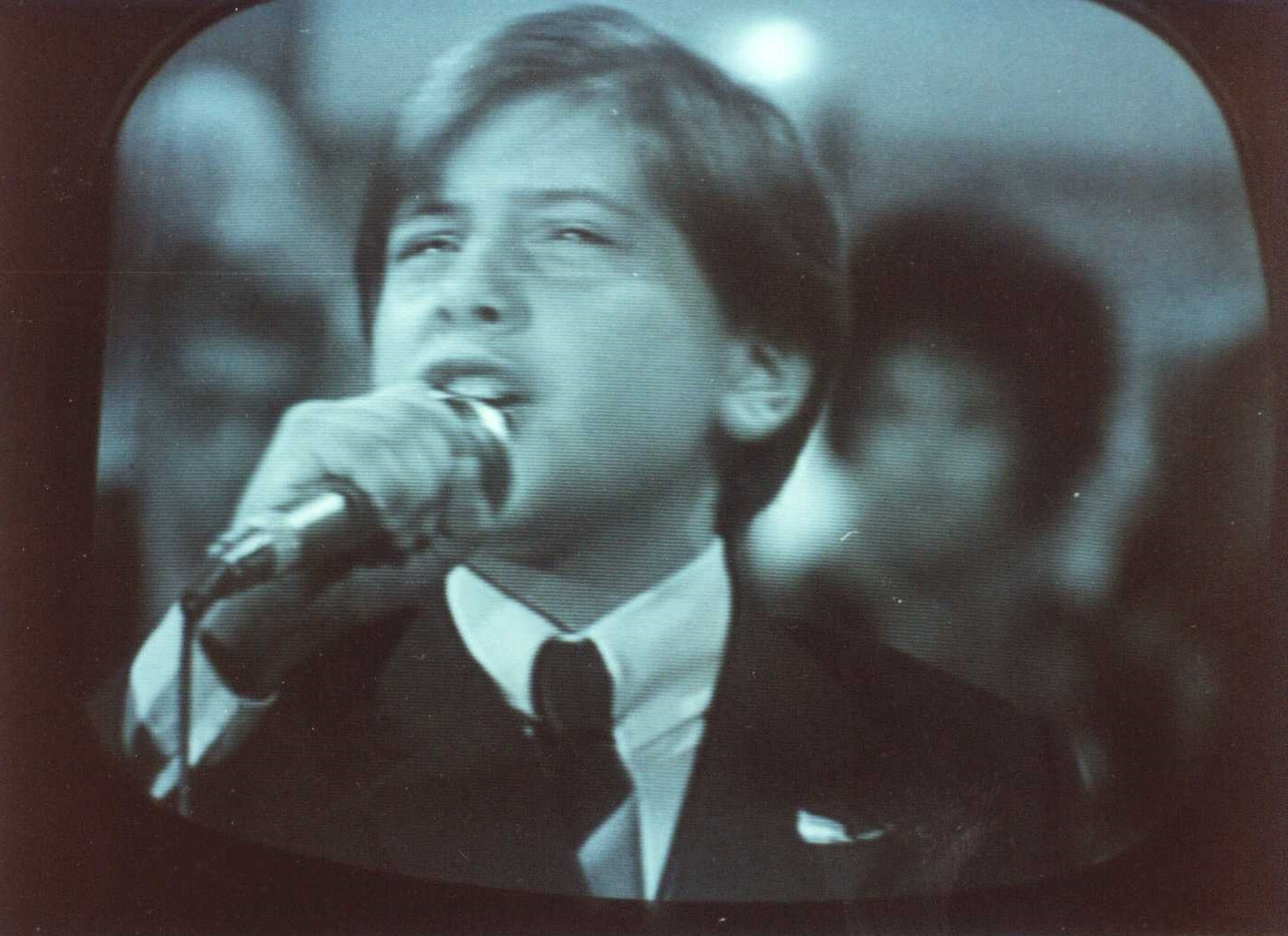
Gabriel en el programa de Tv "Grandes Valores".

Paralelamente, continúa sus estudios musicales con grandes maestros del Teatro Colón y toma clases de baile y tap, con el fin de perfeccionarse para la comedia musical. A los 15 años, retoma su carrera de cantante, donde a pedido de un famoso productor, cambia su original estilo, comenzando a incursionar en el género melódico y de esta manera nace "Gabriel". Este cambio musical lo lleva a ser revelación musical durante los años '86 y '87.
Un año más tarde, a los 16, casi como un juego, comienza a producir, lo que despierta una verdadera vocación al sentir que su espíritu creativo se desarrollaba en forma integral. Es así como con 18 años, se instala profesionalmente en el mundo de la producción.

### Años 1990
En el 1993 Gabriel realizó una cena show conduciendo junto a Susana Giménez, a partir de ese año produjo entre otros acontecimientos: "Hablando de Moda con Teté Coustarot", desfile internacional en las Terrazas del antiguo e icónico Plaza Hotel (hoy Park Hyatt), Shows de Sandra Mihanovich, María Marta Serra Lima y Charly García.
En el 1998 Gabriel realiza la producción internacional de moda junto a Valeria Mazza, "Alta Costura 98".

Desde el 1999 al 2001 produjo los desfiles temporada otoño-invierno y primavera-verano en el paseo peatonal de Mendoza.

Gabriel junto a Susana Giménez en 1993.
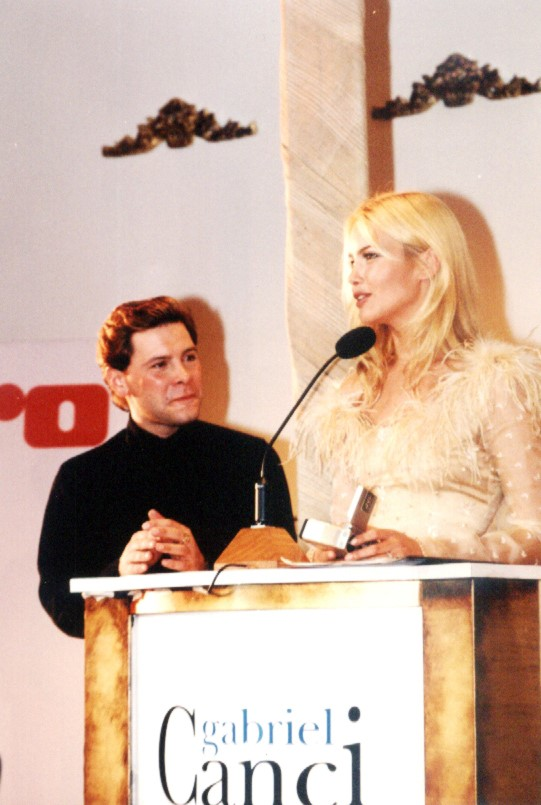
Valeria Mazza y Gabriel en la conducción de "Alta Costura 98" en 1998.
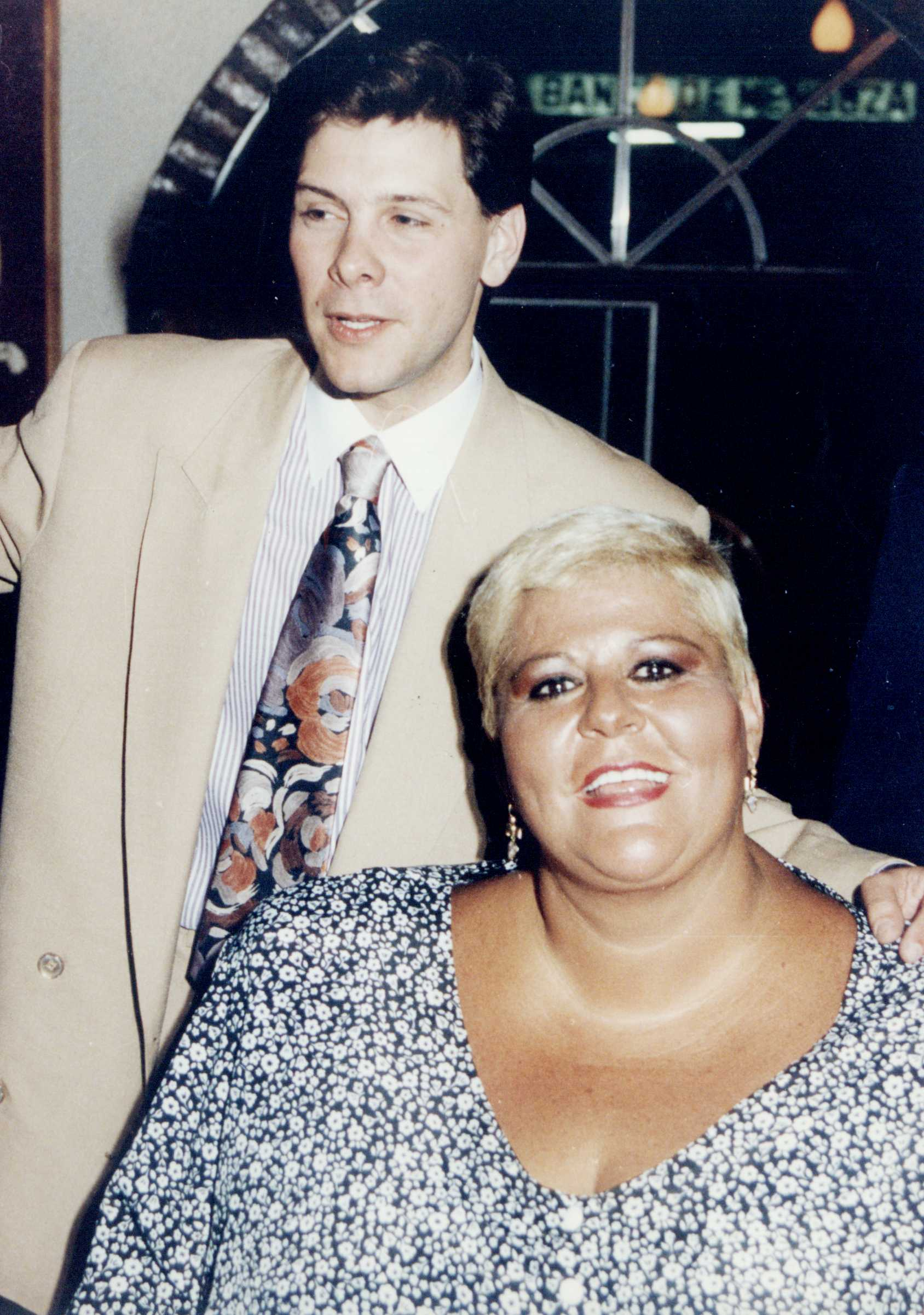
Gabriel junto a María Marta Serra Lima en 1993.
Tete Coustarot y Gabriel Canci en conferencia de prensa.

### Años 2000
Del del 2000 al 2002 Gabriel desarrolla una columna de moda en el programa mendocino "Mujer Mujer"; del 2003 al 2005 en "Media Mañana Magazine"; del 2006 al 2008 en el programa "A la tarde"; del 2010 al 2013 en "Ganá con Gisela"; y del 2014 al 2018 en el programa "Tardes Compartidas".
En el año 2000 participó del programa televisivo Lookeados. Al siguiente año, por primera vez, realiza un desfile en el hotel Park Hyatt para la Fundación Fundacer, "Por la paz". Ese mismo año, realizó distintos desfiles: Futbol Bar, Provencred, Falabella (Mendoza Plaza Shopping), Palmares Open Mall, Walmart, New Queen Disco y Bahia Blanca (Bahia Blanca Shopping). Ese año produjo una campaña publicitaria para las marcas Eva Miller y The Sportman.  
Tiempo después, realiza una producción de imagen para el Hotel Park Hyatt Mendoza con el fotógrafo Gabriel Roca y también un importante desfile para la Revista Para Ti por el aniversario de 80 años. 
En el 2003, por primera vez, pone en marcha los famosos "Té de Moda" en el Hotel Hyatt, haciéndolos hasta el año 2007.  
En el 2004 realizó una campaña de publicidad para la firma Dalvian. Entre ese año y el 2012 Gabriel produjo desfiles para firmas como: Avon, C&A, Jumbo, Carrefour, Silkey mundial, Cerveza Quilmes, entre otros.  
Gabriel realiza en 3 oportunidades producción local del programa "Almorzando con Mirtha Legrand", en el Hotel Park Hyatt Mendoza, y es invitado por Mirtha a 2 de ellos. Fue transmitido desde la provincia de Mendoza a toda Latinoamérica.
En el 2005 realizó una producción internacional para la firma Alfapark. Desde ese mismo año hasta el 2022, realizó la producción de imagen con la firma Vía Victoria.

En el 2006 realiza la campaña publicitaria para las bodegas Zuccardi y Santa Julia. En 2007 realiza la campaña y lanzamiento de prensa para la firma reconocida mundialmente Christian Dior. En ese mismo año produce por primera vez la Vendimia Solidaria, en la cual personalidades del ámbito de la política, artistas y empresarios asisten para realizar donaciones importantes que son destinadas a fundaciones de beneficio para los más necesitados. Hasta el 2009, en el Hotel Park Hyatt, realiza la "Semana de Moda Mendoza". 

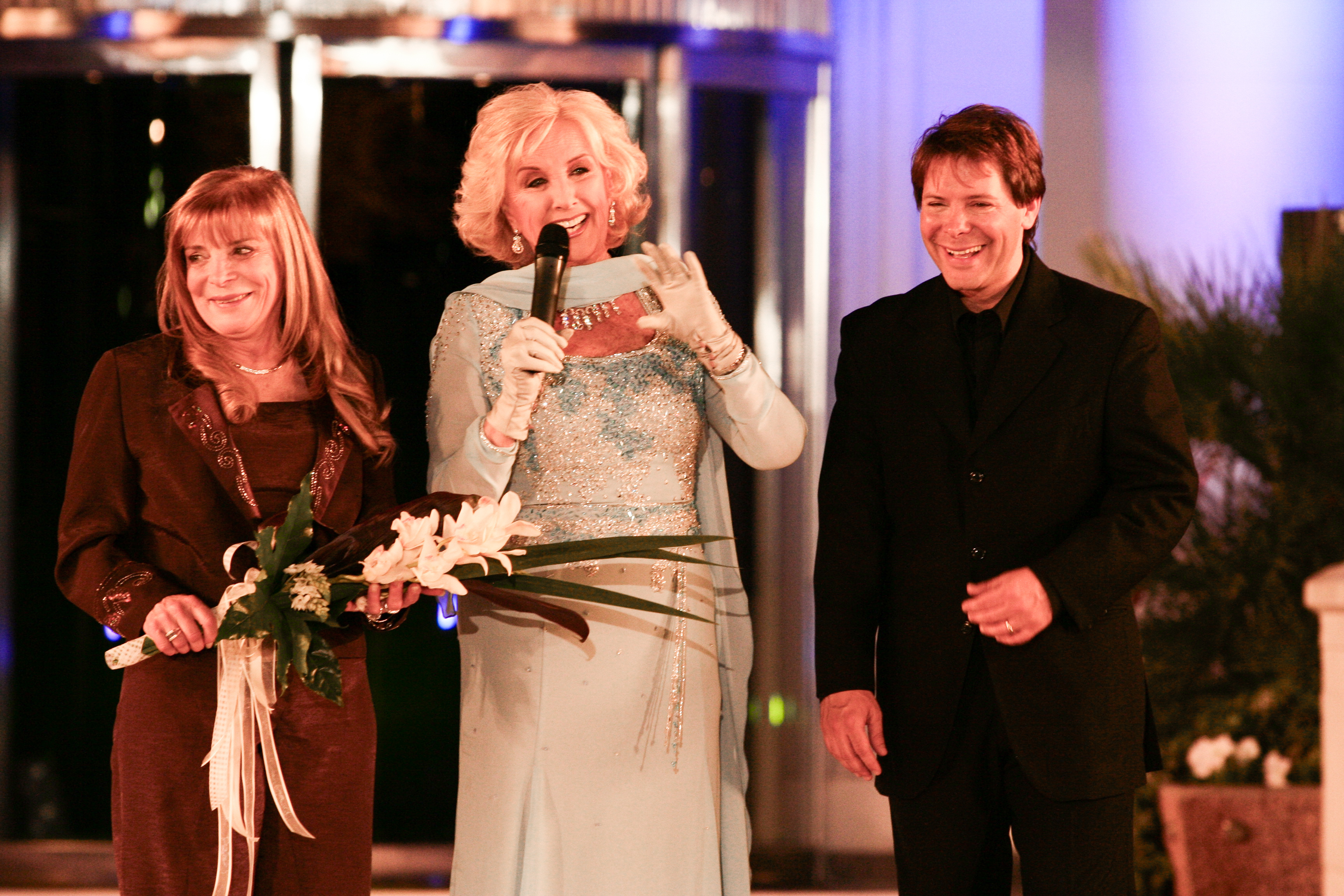
Gabriel y su madre junto a Mirtha Legrand en 2006.
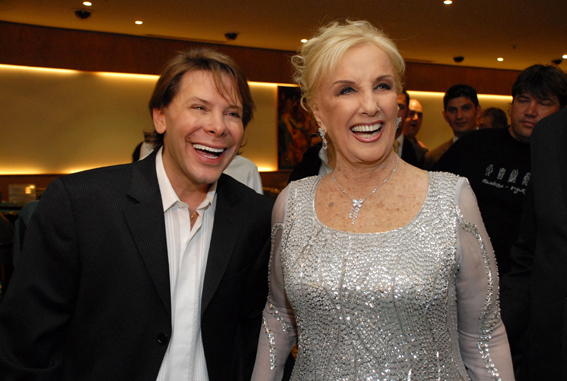
Gabriel junto a Mirtha Legrand en 2007.
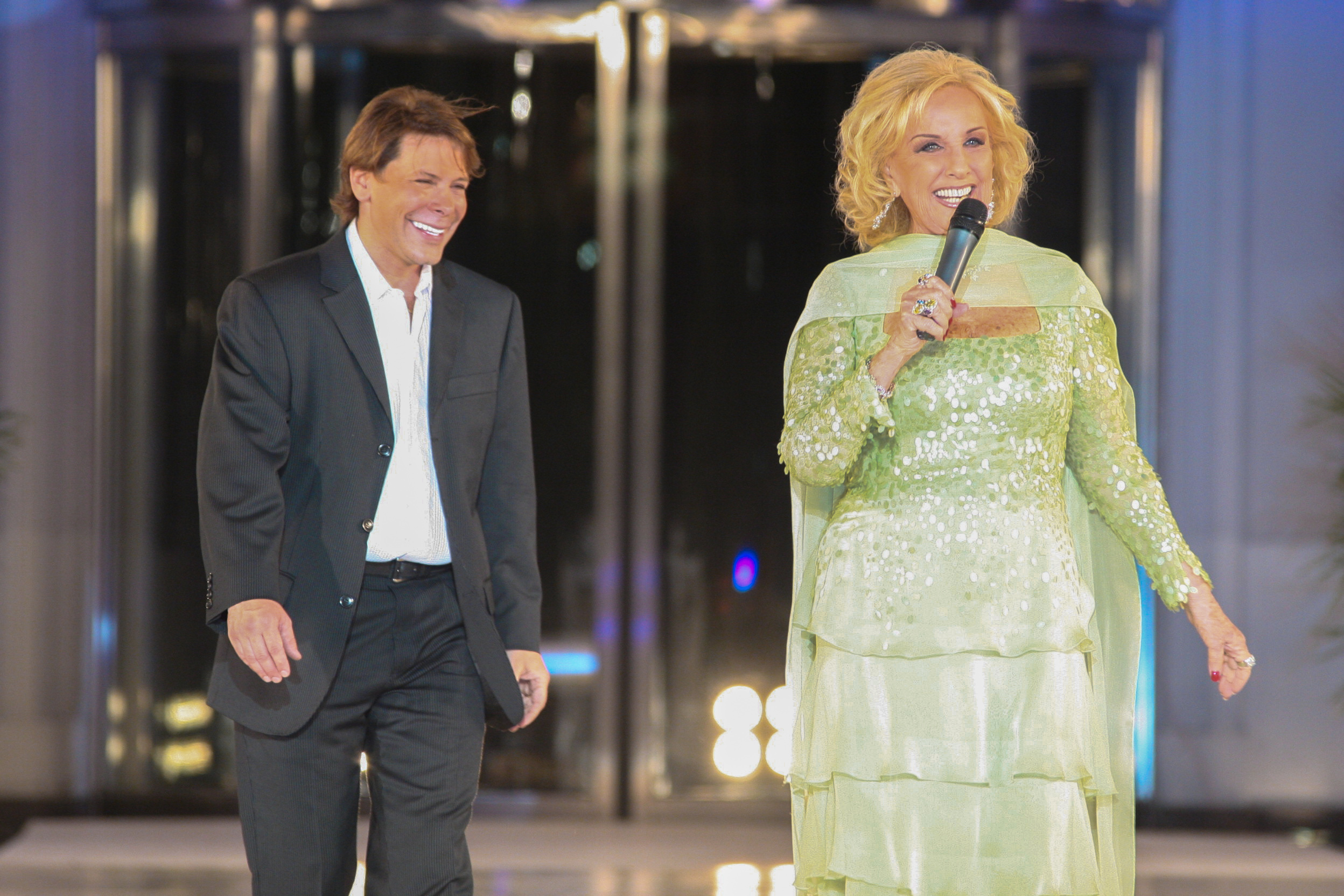
Gabriel Canci y Mirtha Legrand en la conducción de Hyatt de Moda 2008.

En el 2008 dirige por primera vez la producción de la XIII edición de Vendimia para Todxs, un espectáculo lleno de glamour y tradición que se celebró en el auditorio Ángel Bustelo ante 3.000 asistentes. Como invitado especial, asistió el modelo y actor nacional Christian Sancho. A mitad de año lanza la 1er edición de la Revista Touch! con una producción internacional única en la provincia de Mendoza y también realiza la producción local de la telenovela musical argentina Patito Feo. 

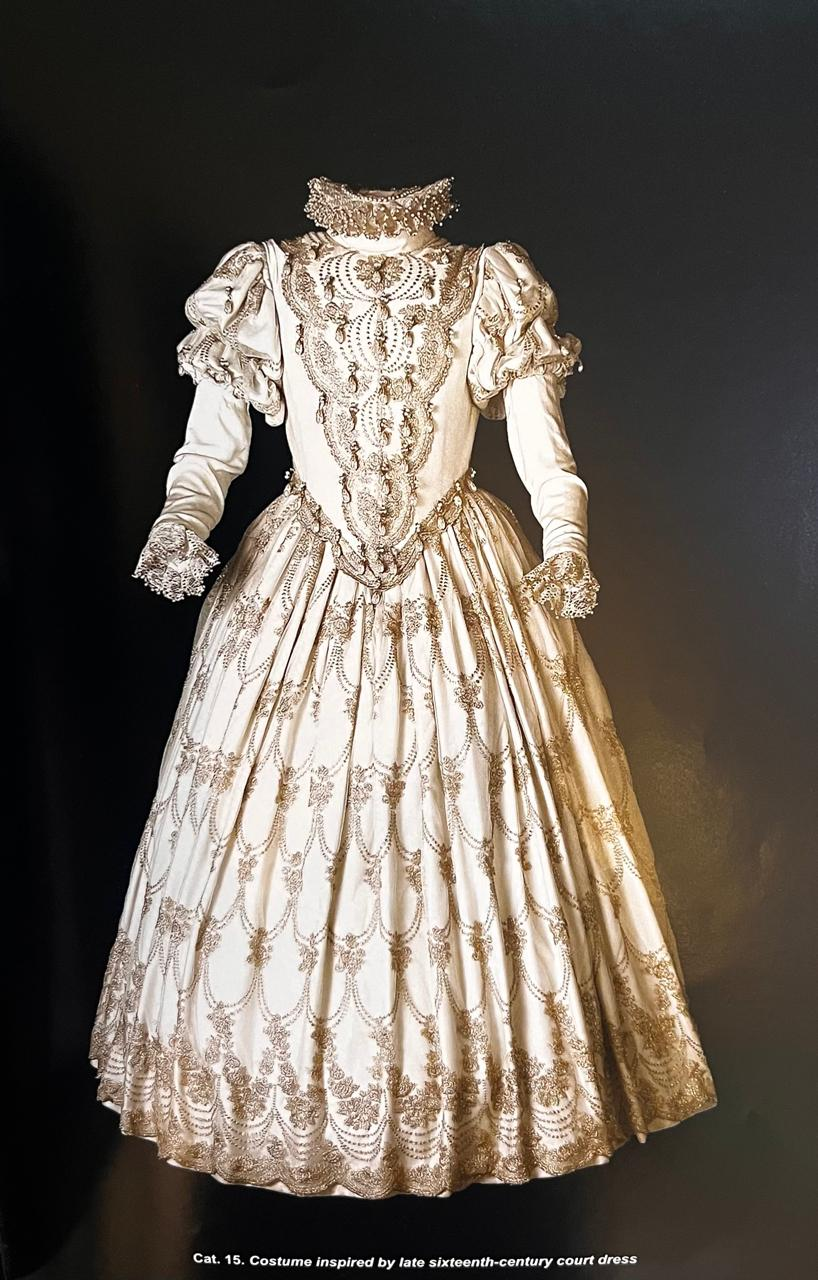
Traje inspirado en el vestido de corte de finales del S. XVI

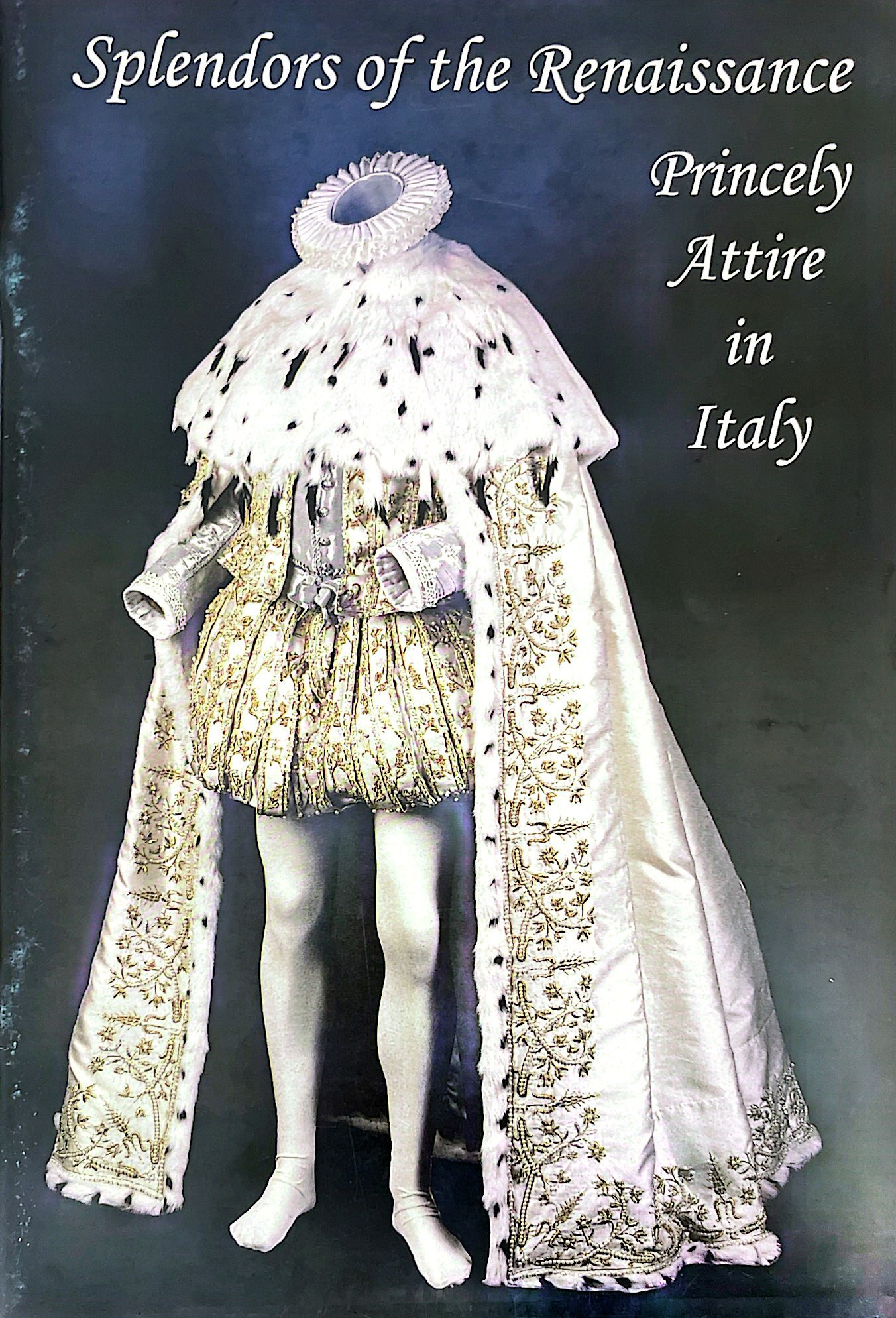
Uno de los vestidos traídos de Italia para el Hyatt de Moda

Gabriel realizó una mega exposición italiana que se presentó artísticamente en la apertura de "Hyatt de Moda", junto a cantantes líricos del Teatro Colón. Se exhibieron vestidos de más de 400 años de antigüedad traídos de Italia. 
En la V edición del Hyatt de Moda 2009 se prolongó una pasarela de aproximadamente 30 metros con una escenografía y una puesta en escena que contó con artistas, modelos, cantantes e innumerables efectos especiales. Entre los invitados especiales asistieron: Araceli Gonzalez, Horacio Cabak, Karina Rabolini, Ingrid Grudke, Julieta Prandi, Paula Chávez, Sofía Zámolo, Christian Sancho, Rocío Guirao Díaz, entre otros.

### Años 2010
En el 2010, continuando con el éxito, produce el Hyatt de Moda 2010, donde distintos diseñadores presentaron sus colecciones y propuestas del verano sobre una pasarela dispuesta frente al Park Hyatt de la ciudad cuyana. La estrella invitada fue Verónica Castro, y además estuvieron Diego Ramos, Pablo Rago, Flavia Palmiero y Andrea Frigerio, entre otras figuras nacionales. Gabriel se proyecta cada vez más internacionalmente y lanza una súper producción en Los Ángeles, California, EEUU. En ella realiza desfiles en el Consulado, canta y produce las páginas de moda para la Revista Touch! y un especial televisivo junto a diseñadores y modelos de Mendoza y figuras invitadas de la Academia de Las Artes. En su estadía es invitado como embajador argentino al Festival de cine en Los Ángeles. 
Vuelve la semana de la Moda en Mendoza, pero esta vez en el Hotel Intercontinental (actualmente Hilton). Este evento es auspiciado por la revista Touch! y representa la semana de la moda en la provincia, en la que los diseñadores más importantes del país presentan sus colecciones. Dicha producción se extiende hasta el 2014.
Mirtha Legrand es la madrina del desfile Hyatt de Moda, y al quedar impactada por la producción de Canci lo invita a su programa "Almorzando con Mirtha Legrand". En el evento modelos y figuras desfilaron por una pasarela que cortó la calle Chile por cinco días. En esta ocasión, se derivaron los fondos para la Fundación Apando (Asociación de Padres de Niños Down). Una particularidad de este Hyatt de Moda 2011 es que fue televisado para ediciones especiales en canales de aire y se emitió por la cadena Fashion TV Latinoamérica y Fashion TV París.
En el 2013 realiza el Mendoza Moda desde los icónicos Portones del Parque Gral. San Martín. El evento fue a beneficio de la organización de Cáritas Mendoza. Se montó una gran platea con capacidad para 4 mil espectadores distribuidos en tres sectores.

En el 2015 se llevó a cabo la noche de gala más importante de la belleza y la moda, Miss Universo Argentina, producida por Gabriel, en el Teatro Independencia, donde realizó la conducción junto a Nicole Neumann. También realiza una producción de imagen para la marca Alborak y una producción internacional gráfica y televisiva en el morro de São Paulo, Brasil para la firma La hermandad y Revista Touch! 

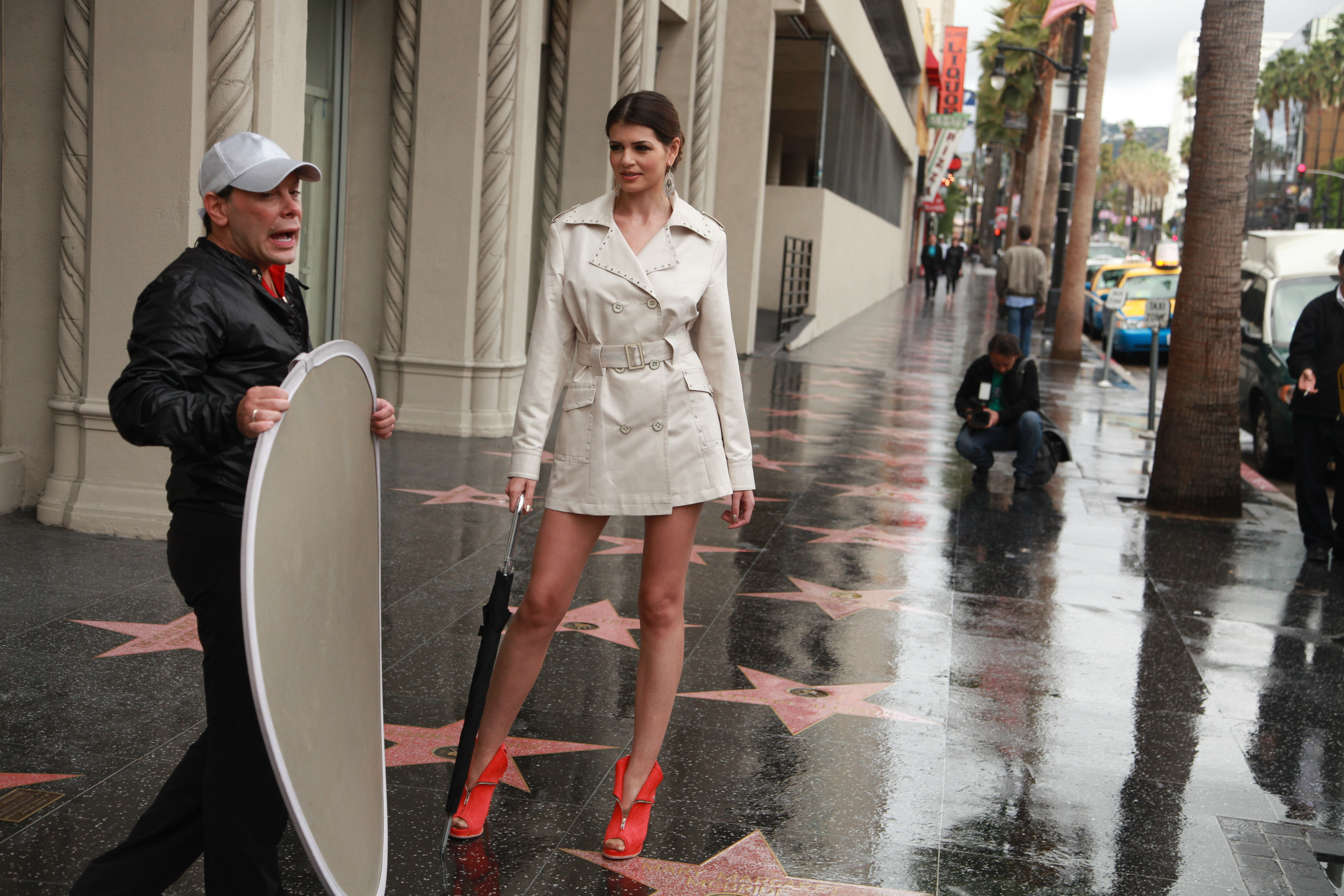
Gabriel trabajando en la producción de Los Ángeles, California en 2010.
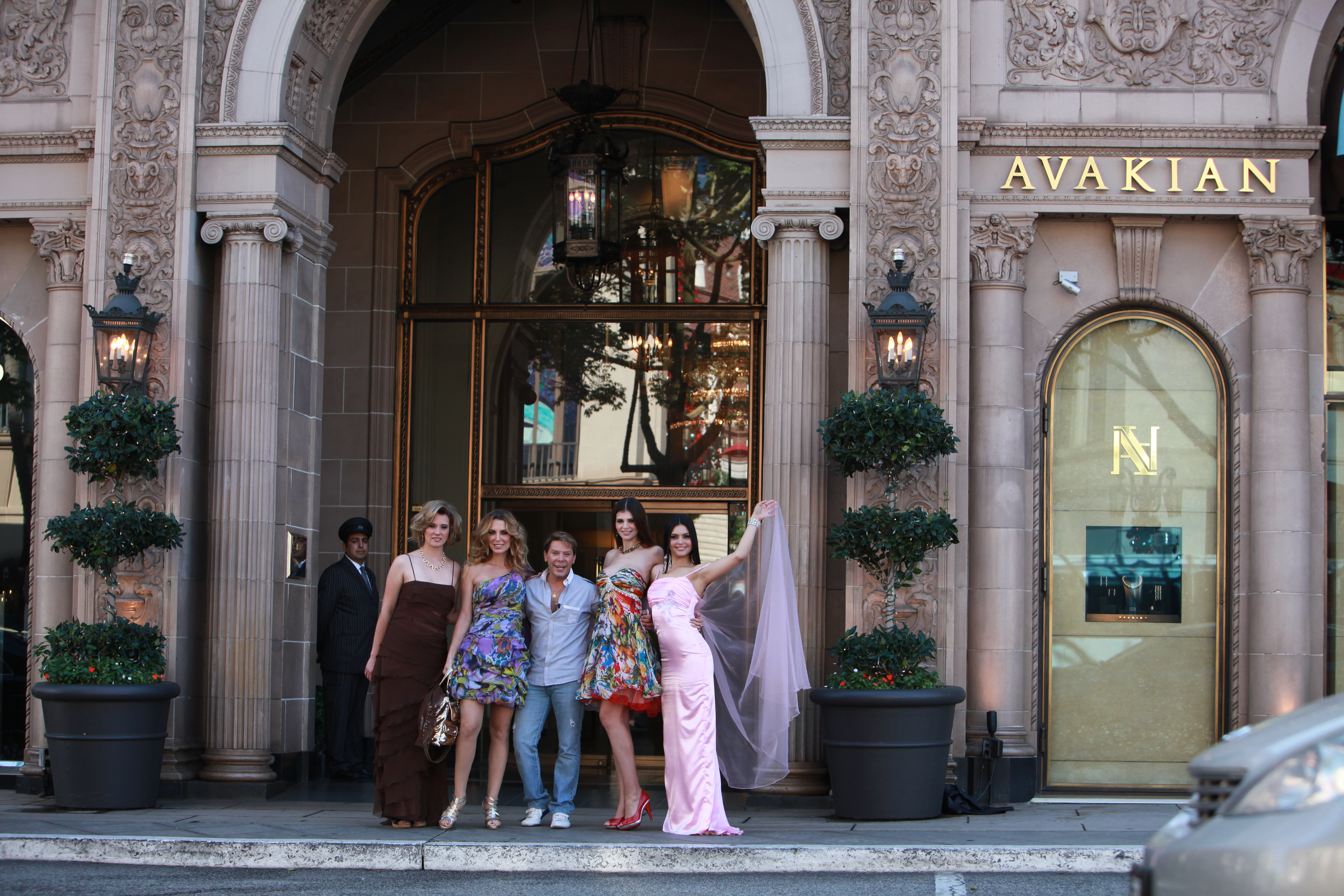
Gabriel junto a las modelos en la producción de Los Ángeles, California en 2010.
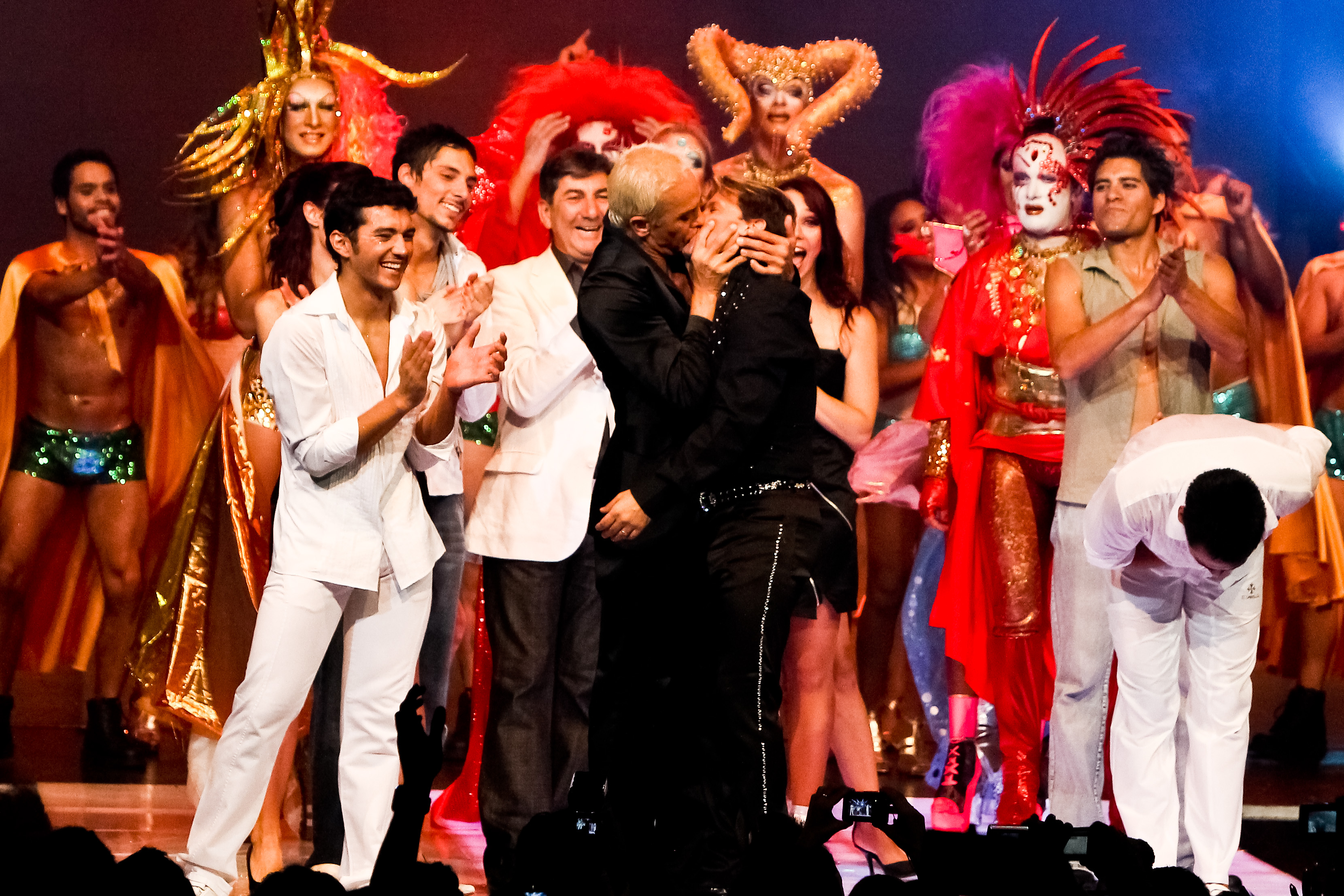
Gabriel Canci y Flavio Mendoza en Vendimia Para Todxs 2011.
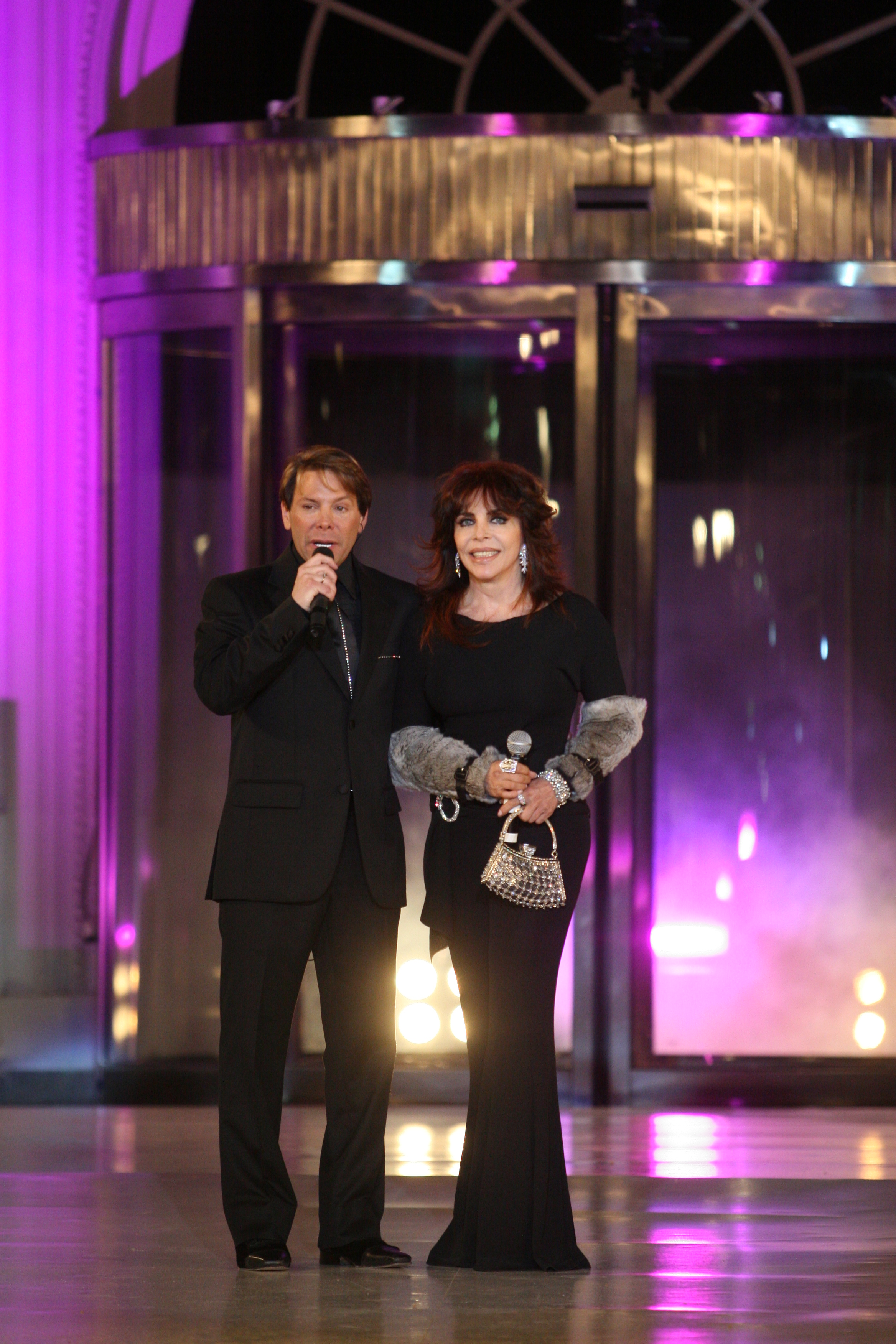
Gabriel junto a Verónica Castro en Hyatt de Moda 2010.
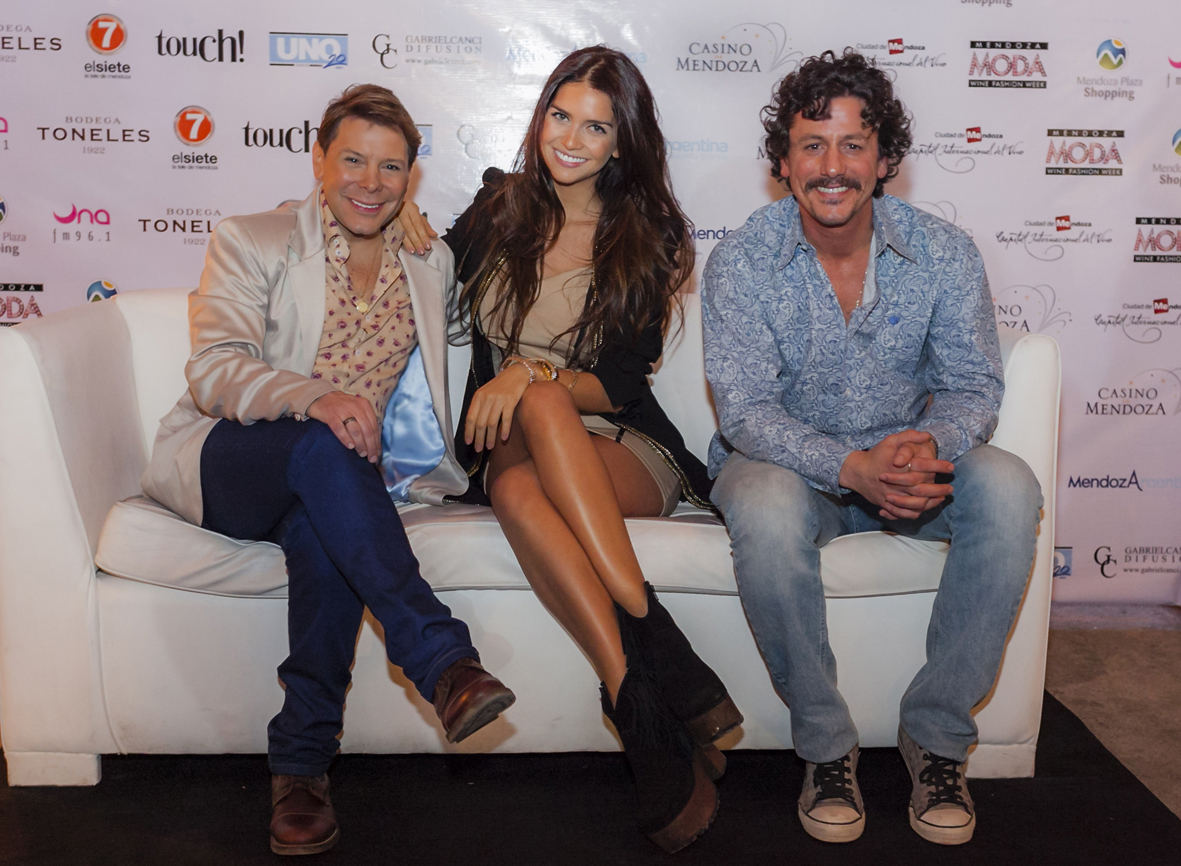
Gabriel y Fernando Canci junto a Zaira Nara en WFW 2013.

Al siguiente año, organiza la gira del circo SPLASH, de los Hermanos Tachony, junto a la Banda "COSMICA" integrada por Gabriel como solista y grandes músicos, tales como Tito Stigmato, creador de la música "Wall Street II", y Natalio Faingol, quien compuso varios éxitos musicales, entre ellos "Lamento boliviano".
En 2017 monta uno de los shows más importantes de su carrera,“ Noche De Gloria”, un hecho histórico que por primera vez se desarrolló en el Monumento Nacional a la Gesta Libertadora del General San Martín en el Cerro de La Gloria de Mendoza. El espectáculo contó con importantes figuras nacionales y fue televisado para toda América, a través de las cadenas de Grupo America y Guatevision.
Ese mismo año, Gabriel tuvo el honor de ganar el premio mayor otorgado por GNetwork, entregado en Hotel Alvear, Buenos Aires, por el ministro de Turismo de la Nación, valorando el compromiso manifestado por el colectivo LGBTIQ+.  
Durante el 2017 y el 2018, tuvo la oportunidad de dirigir y producir el show circense "Aqua Extreme" donde realizó el guion y la voz del espectáculo.
En el 2018 Gabriel vuelve totalmente renovado y lanza la nueva temporada de TV, un verdadero show de nivel internacional, "Touch TV", mostrando tendencias de moda, y vanguardias, conducido por él y dirigido por su hermano Fernando Cruz Canci.  
Ese mismo año vuelve a la escena de Mendoza con una súper producción teatral, con el inconfundible estilo que lo caracteriza en su amplia trayectoria. Se trató de un musical para toda la familia, llamado "Imperio, el musical. Una historia de amor entre dos mundos".

En 2019, Gabriel invita como figuras estelares a la Vendimia para Todxs, a la actriz, vedette y conductora Moria Casán y a la actriz, comediante y presentadora Lizy Tagliani, quien tuvo el papel de ser la relatora del guion principal. La misma tuvo lugar en el Arena Maipú Stadium.

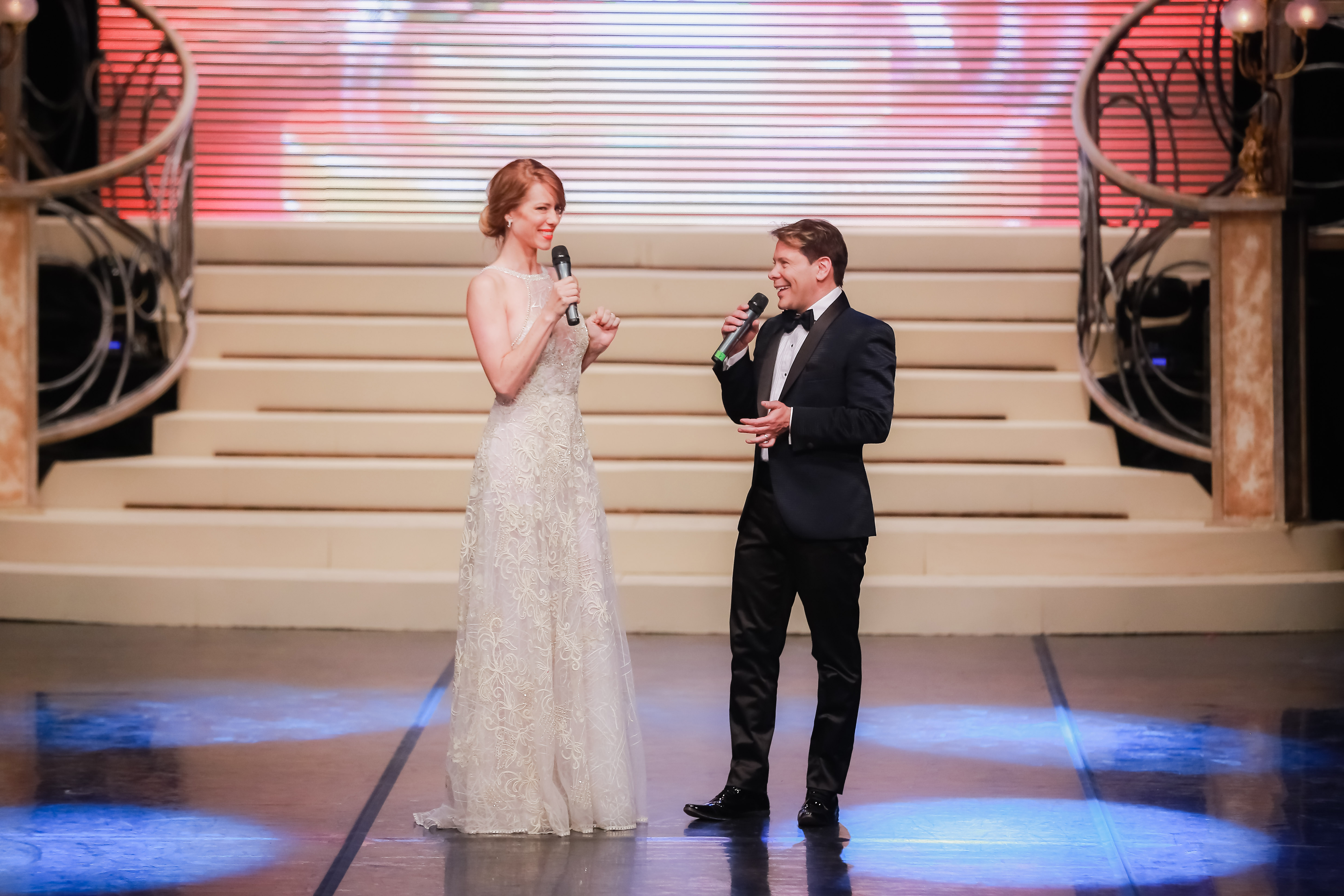
Nicole Neumann y Gabriel Canci en la conducción de Miss Universo 2015.
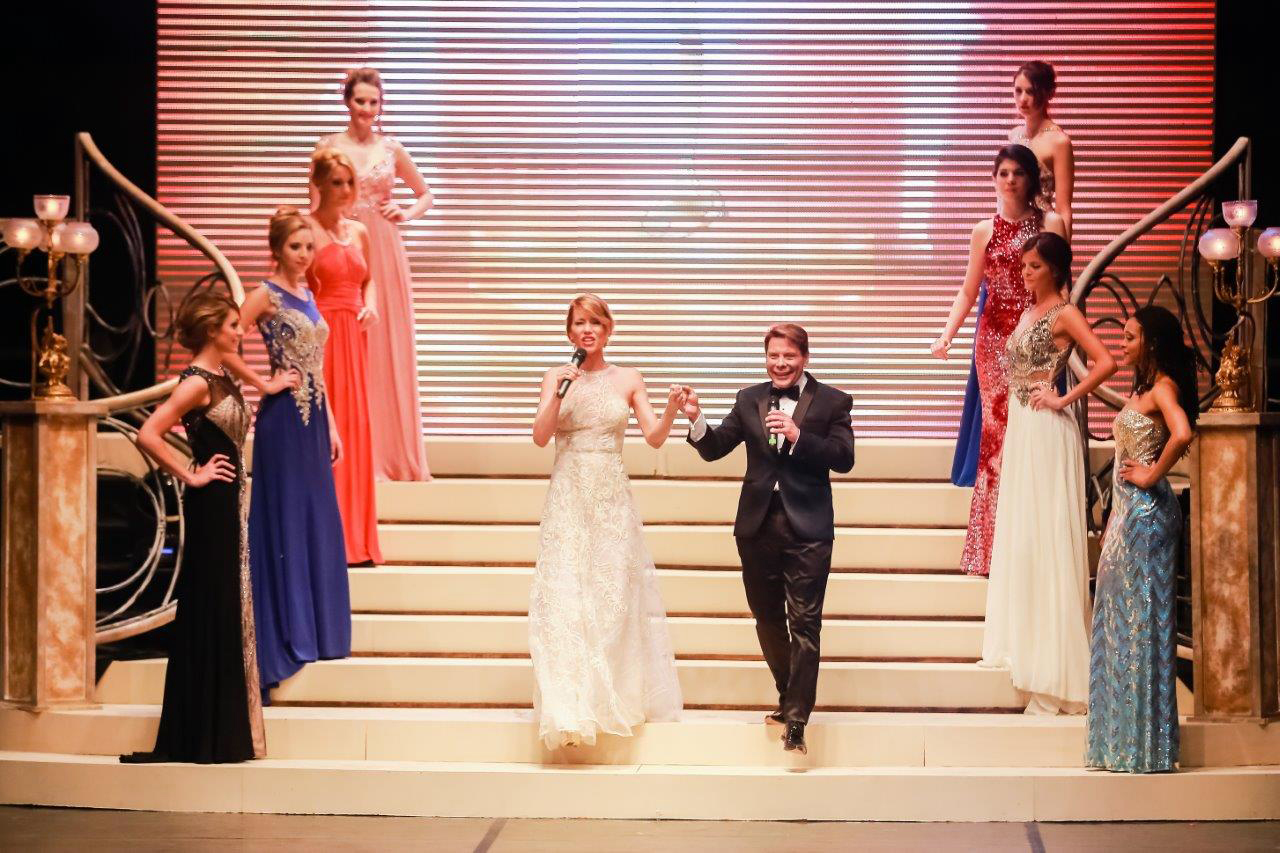
Nicole Neumann y Gabriel Canci en Miss Universo 2015.
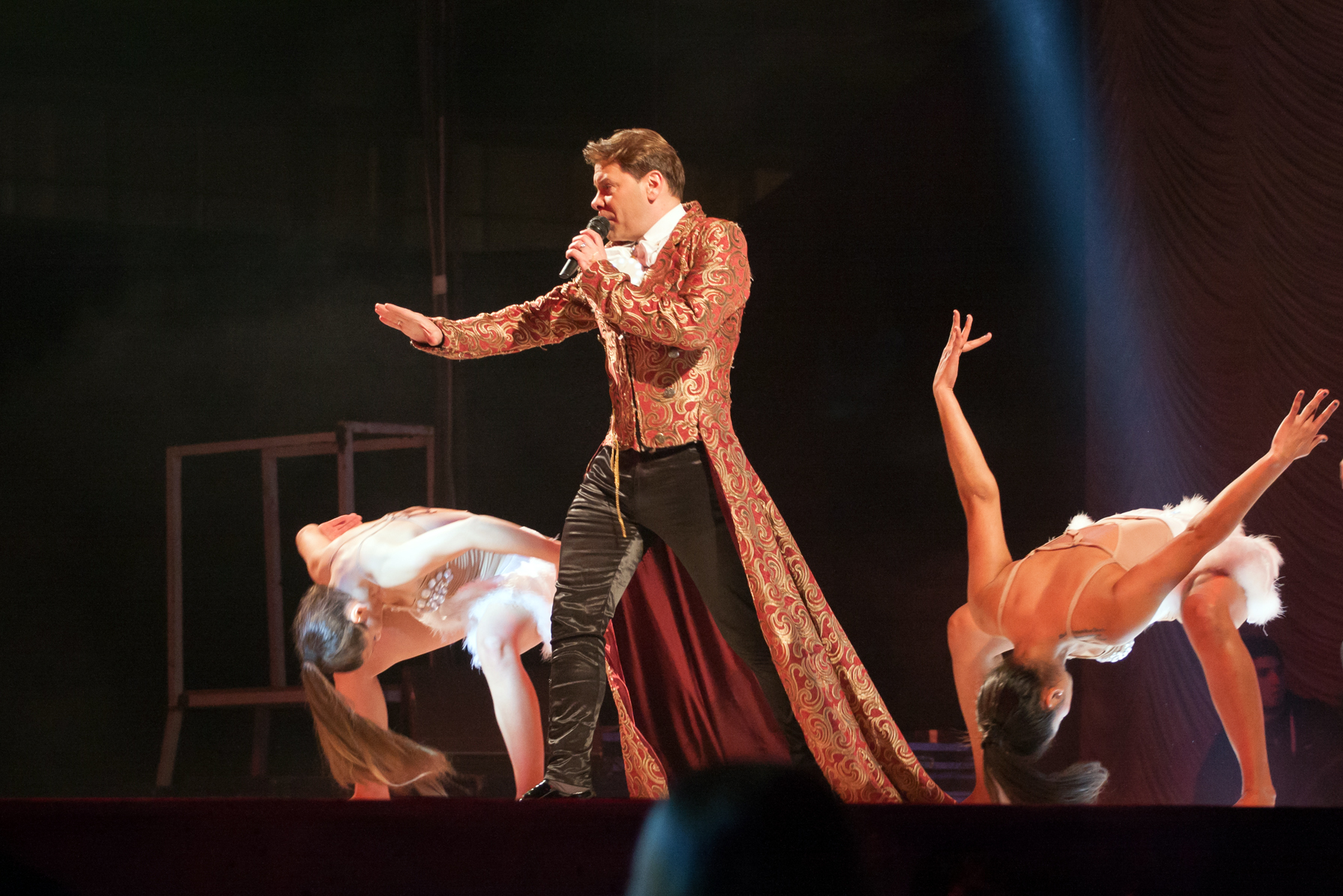
Gabriel cantando en la gira del Circo Splash en 2016.
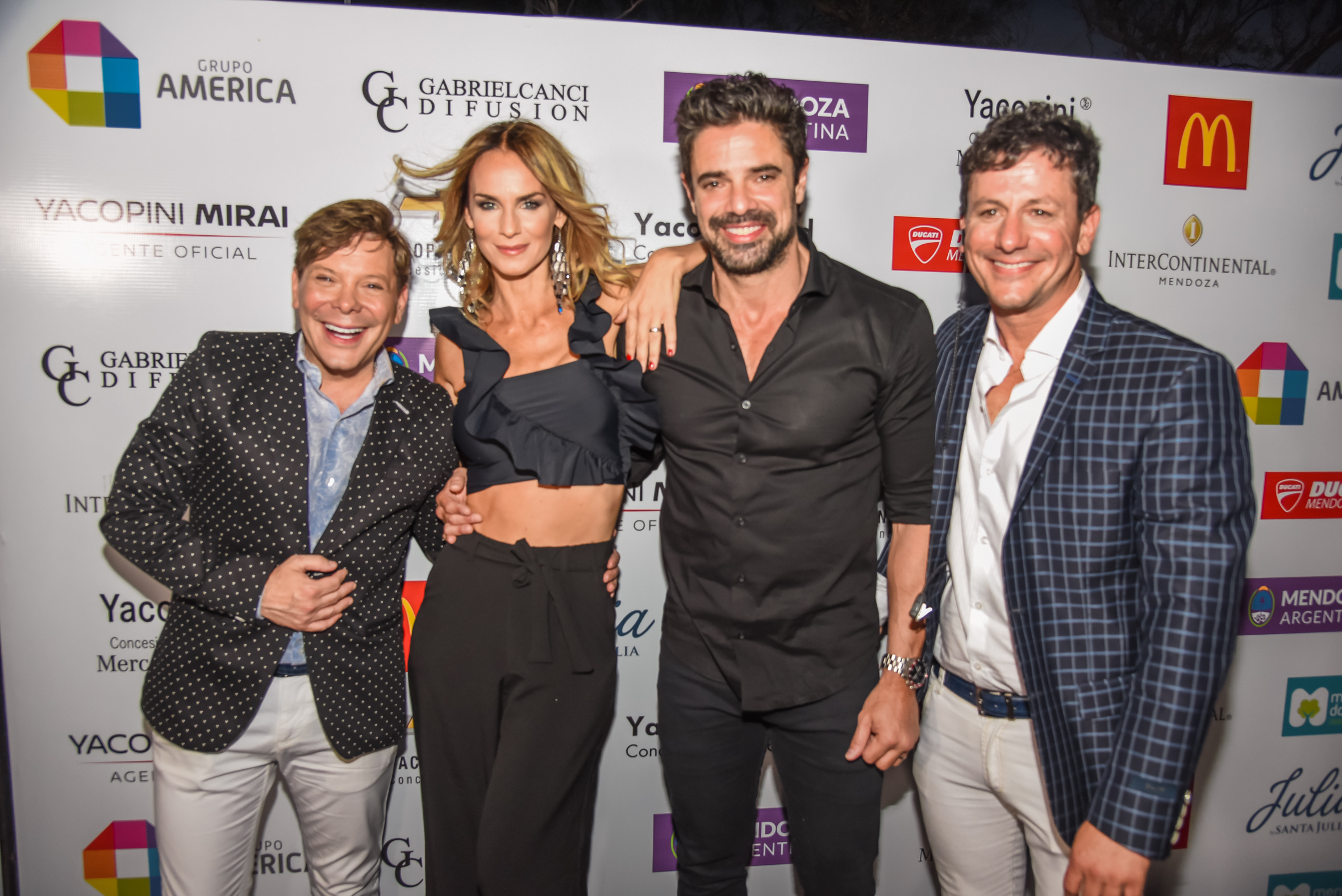
Gabriel y Fernando junto a Sabrina Rojas y Luciano Castro en Noche de Gloria 2017.
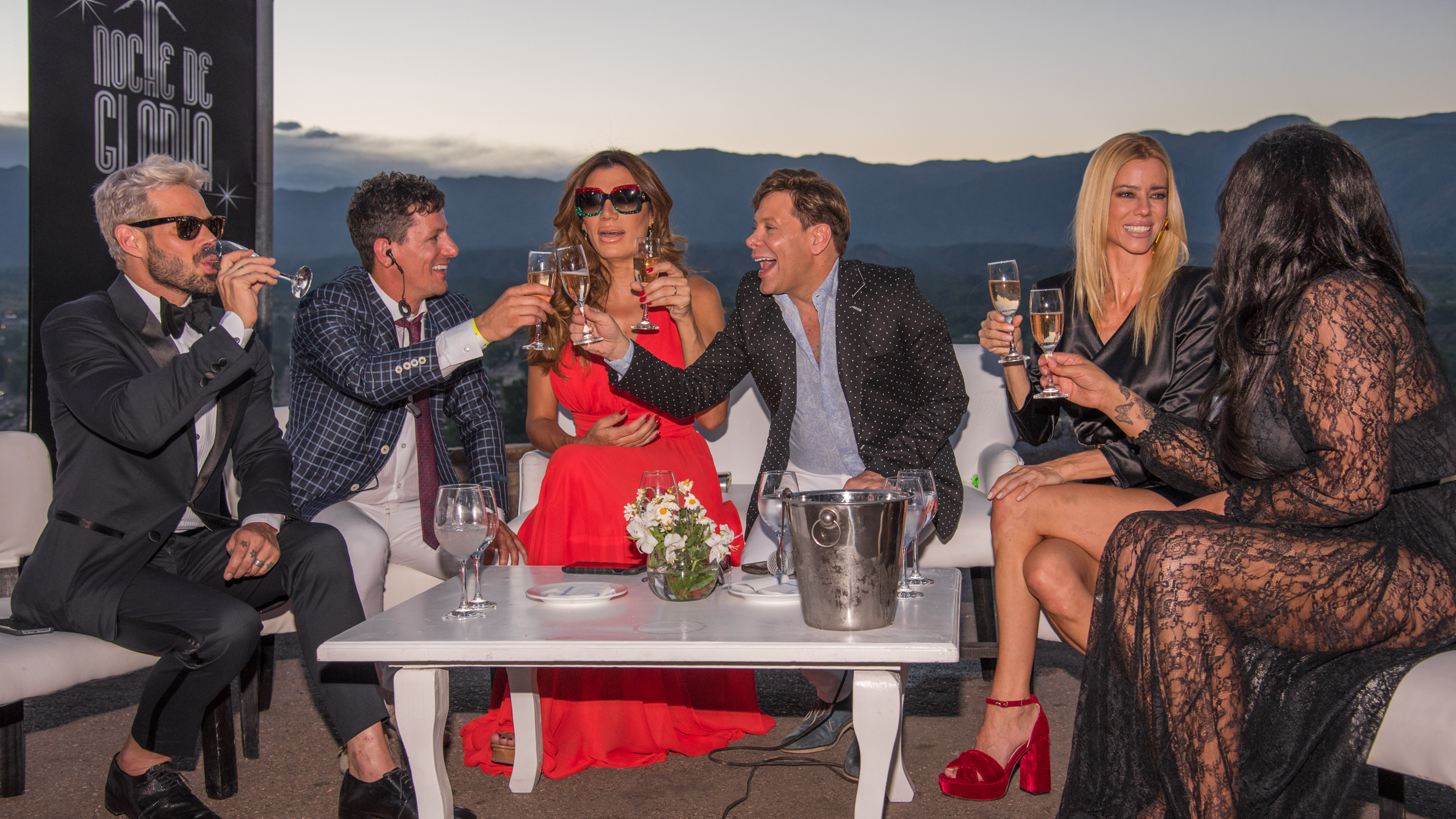
Gabriel y Fernando junto a Flor de la V, Nicole Neumann y Mariano Caprarola y Ana Laura Nicoletti en Noche de Gloria 2017.
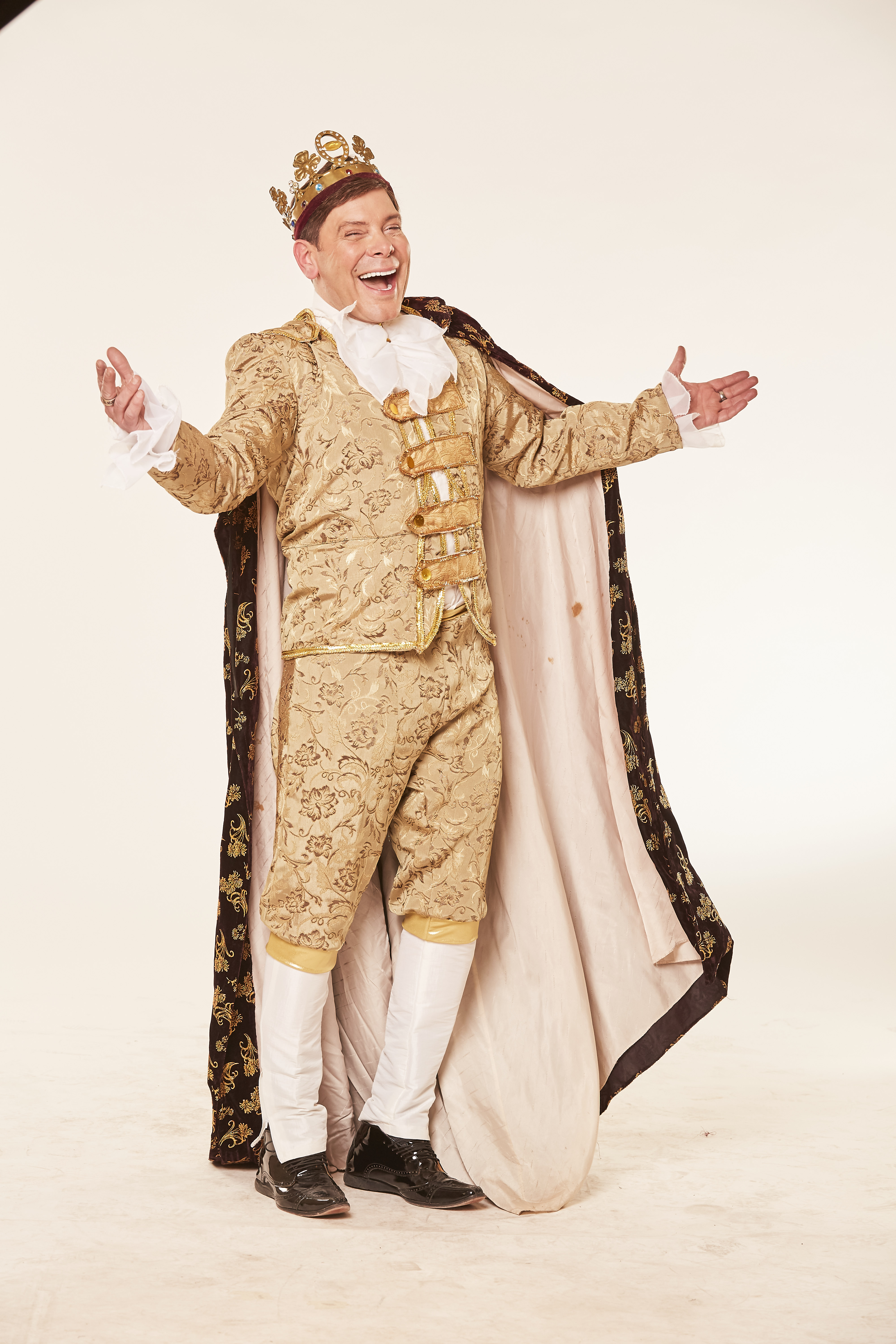
Gabriel en la producción para "Imperio, el musical" en 2018.

### Año 2020 - actualidad
En el 2020 no se pudo realizar Vendimia para Todxs (VPT), debido a la cuarentena, pero los protocolos se pusieron en marcha y permitieron que volviera a los escenarios para estrenar el programa "Lo Doy Todo". Desde su debut en Canal Siete tuvo una gran repercusión en el público, contando con mucho humor, tendencias y juegos. El ciclo que surgió como un escape de la pandemia, continuó hasta diciembre del 2021.
En el 2021 realizó varias funciones del show internacional "XOUT, no te resistas al placer", un show performativo que apeló a la sensualidad y algo de erotismo, versionando los icónicos cabarets de París.
En el 2022 volvió VPT, realizando la 26° edición conducida por Florencia Peña y Gabriel Canci. Su lugar fue en la magnifica carpa del Circo Servián. Tuvo como objetivo revivir el espíritu de superación, resiliencia y el renacer generando un paralelismo con la historia mítica del Ave Fénix y los momentos de la actualidad. Contó con más de 50 artistas en escena entre los que se fusionaron los acróbatas del circo.
Tiempo después, Gabriel vuelve a la televisión estrenando un nuevo programa de entretenimiento, "Touch And Go", conducido y dirigido por él, el cual actualmente sigue siendo televisado todos los sábados, por Canal Siete Mendoza y su canal de YouTube.
Actualmente en el 2025, transitando la tercera temporada del éxito televisivo, consigue ganar el premio máximo de la televisión argentina, otorgado por APTRA, siendo galardonado con un "Martín Fierro" al Mejor Programa de Entretenimientos del interior del país.https://www.instagram.com/reel/DIaMQhGNUem/ https://www.instagram.com/reel/DIXqtmqI1Um/
En la 27° edición de la icónica fiesta de VPT (2023), realizada en el Auditorio Ángel Bustelo, estuvo como invitada especial la actriz y cantante Jimena Barón. El evento tuvo como trama la conexión absoluta entre todos los seres de la naturaleza y fue conducido a través de la inteligencia artificial por Gabriel quien personificó a un robot y Clari Ceschin, quien interpretó a la reina de La naturaleza. En las ediciones de "Vendimia para Todxs", Gabriel no solo realiza la producción y dirección junto a su hermano Fernando, sino que también en varias participa como actor y cantante.

A fines de ese año, Gabriel produce, dirige y conduce por décimo quinto año consecutivo el tradicional evento de recaudación de fondos “Celebremos" de "La Casa Ronald”. Además, se festejaron los 20 años en Mendoza. Se vivió una noche especial donde se celebró la solidaridad y la misión del cuidado centrado en la familia.

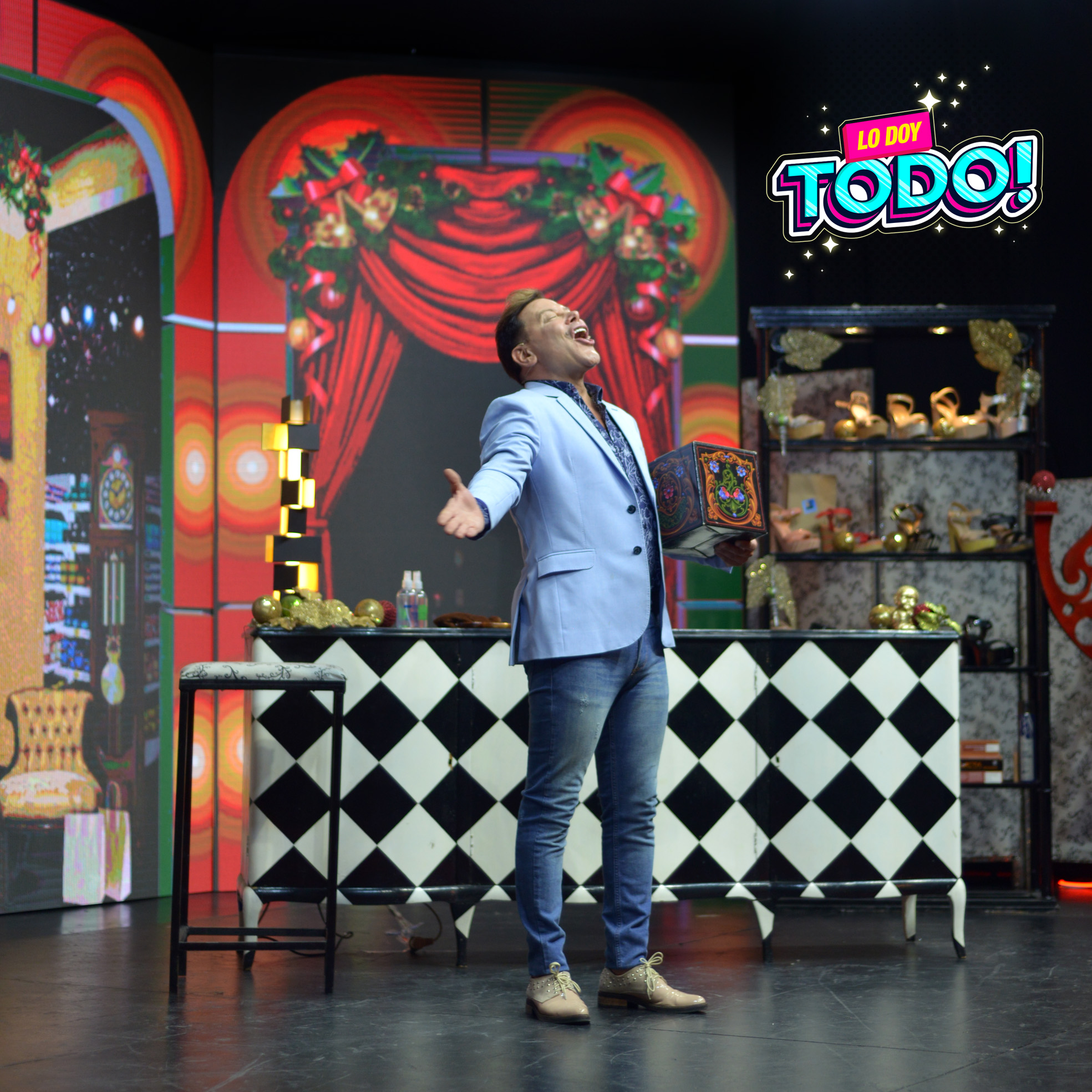
Gabriel en el programa "Lo Doy Todo" en 2020.
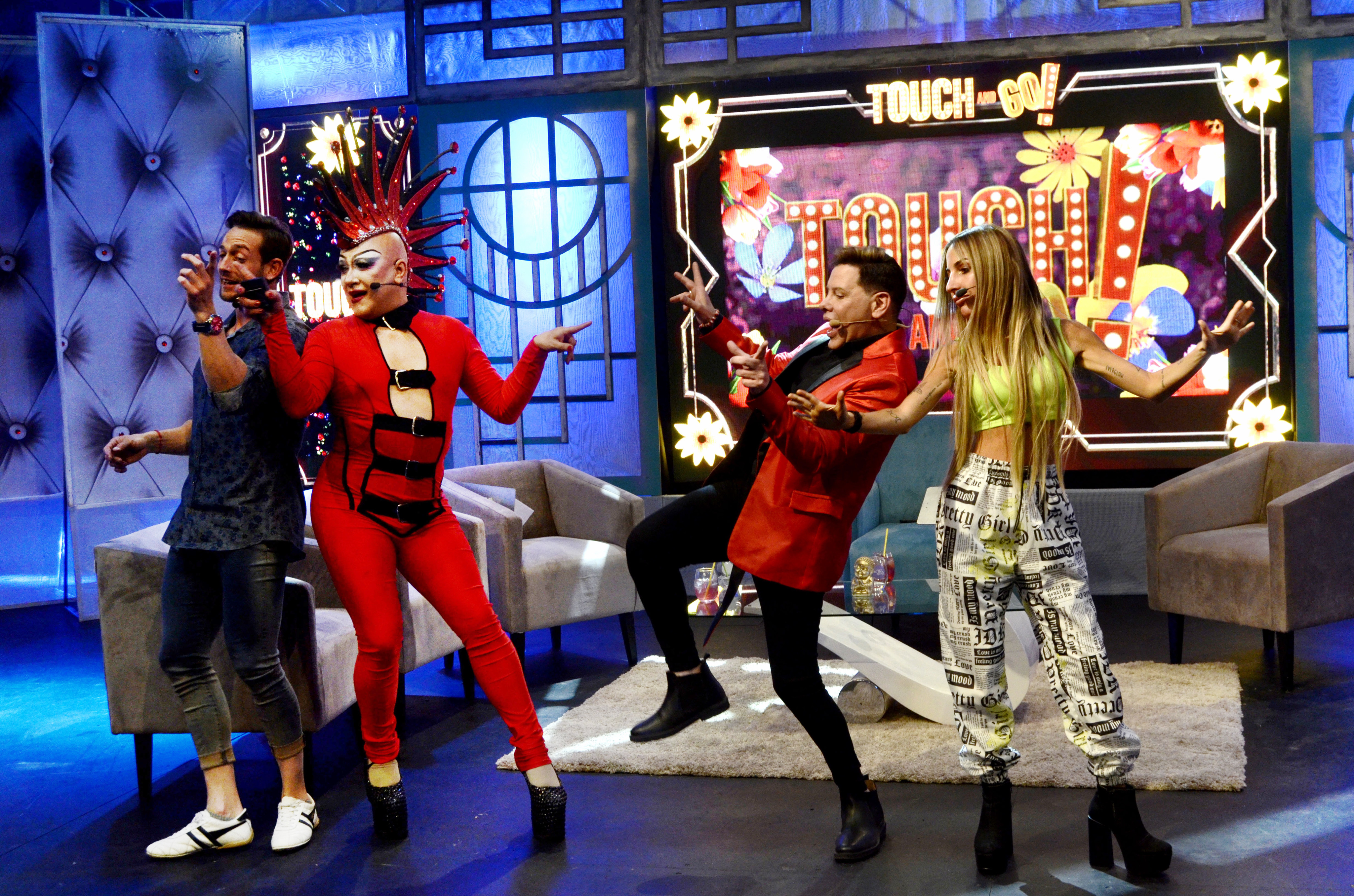
Gabriel junto a su equipo de "Touch And Go" en 2023.
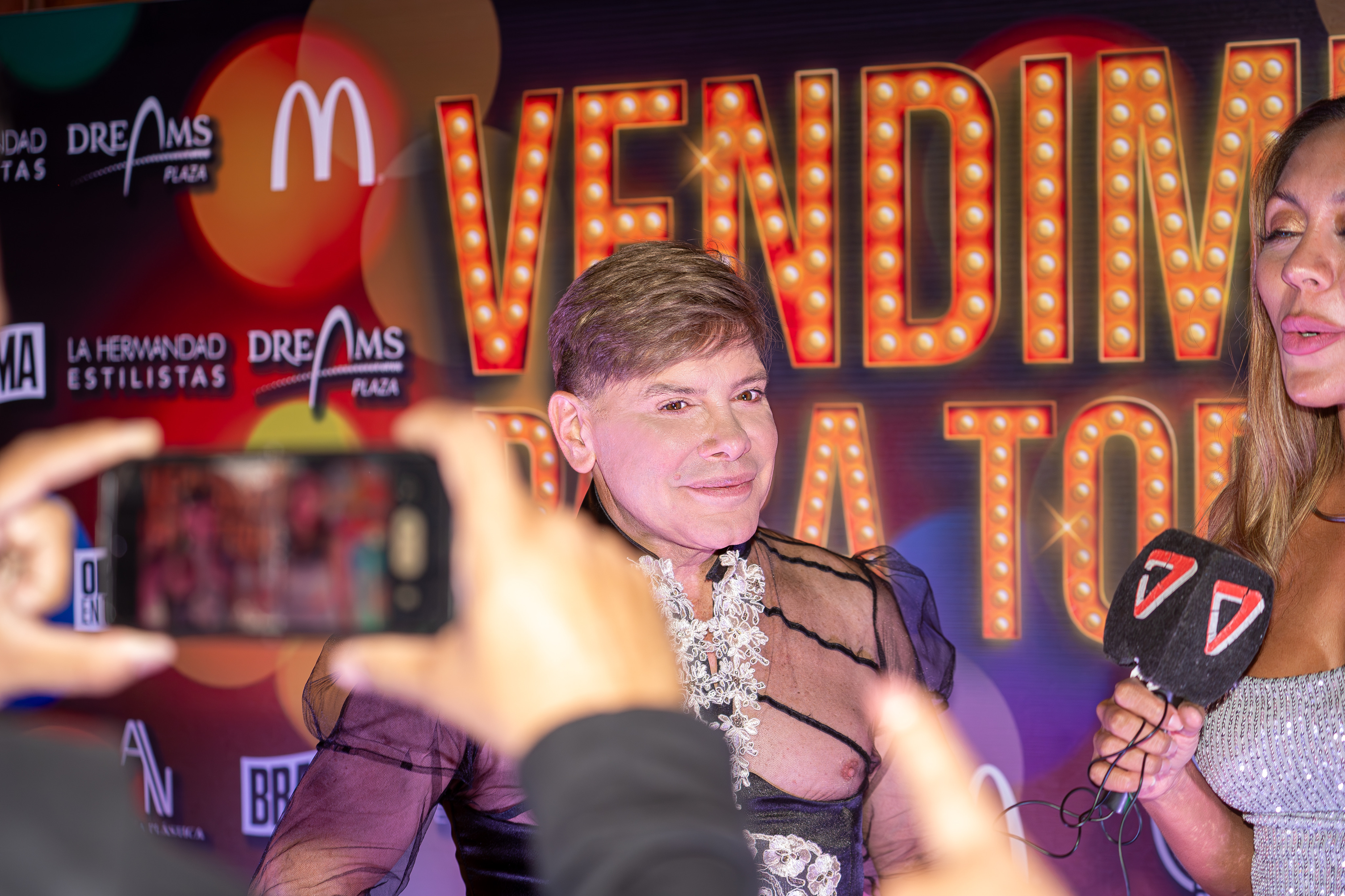
Gabriel en el back de prensa de Vendimia para Todxs 2024.
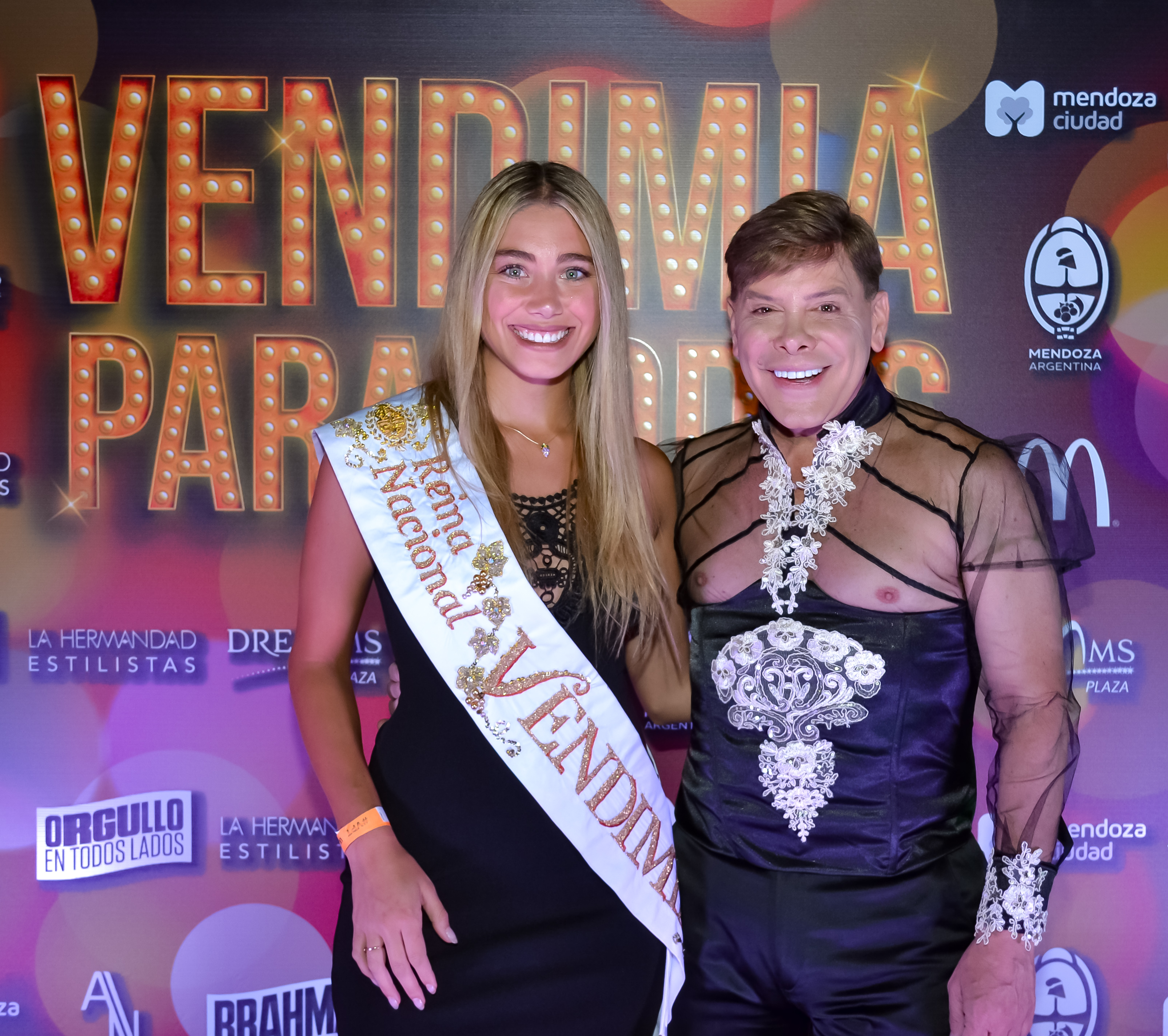
Gabriel junto a la Reina Nacional de la Vendimia, Agostina Saua, en VPT 2024.

## Vendimia para Todxs
La Vendimia para Todxs, originada en 1996 por Ricardo Bustos como la Fiesta de la Vendimia Gay, es un evento emblemático en Mendoza que celebra la diversidad sexual y cultural. Incluye espectáculos musicales, coreografías, presentaciones de drag queens y la elección de reinas y reyes. El evento comenzó como una expresión de la comunidad gay mendocina para promover la igualdad y el respeto a las raíces de la región. Con el tiempo, ha ganado reconocimiento nacional e internacional por su contribución a la aceptación y visibilidad de la comunidad LGBT+.
En 2003, el Ministerio de Turismo de la Nación la declaró de interés turístico y cultural, lo que marcó un hito en su reconocimiento oficial.

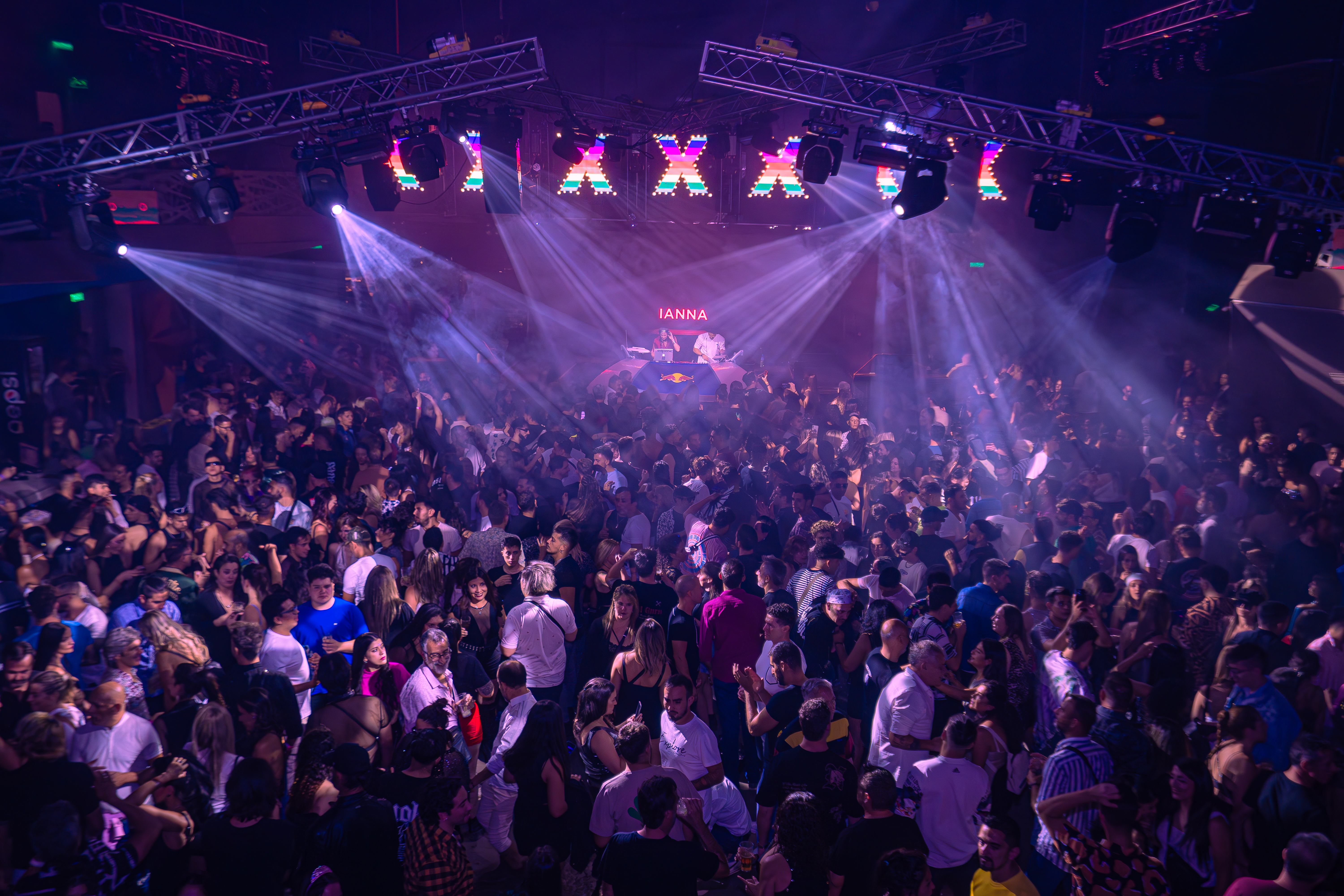
Vendimia para Todxs 2024 en Wabi.

La producción del evento ha sido destacada por el papel de Gabriel y Fernando Canci, quienes en 2008 los hermanos asumen la producción y dirección general del evento, renombrándolo como "Vendimia para Todxs" y han llevado la fiesta a un nivel internacional con coberturas mediáticas amplias y exposición en diversos medios.
La pandemia de COVID-19 afectó la realización del evento en 2020 y 2021, pero en 2022 se llevó a cabo con un enfoque emotivo que reflejaba la superación y resiliencia frente a la crisis sanitaria.
En 2023, la fiesta regresó a sus raíces en el Auditorio Ángel Bustelo de la Ciudad de Mendoza, con destacadas actuaciones y eventos, con la actuación de grandes Djs y presentación estelar de Jimena Barón.
Para 2024, hubo una evolución con un toque de vanguardia y modernidad, ya que la elección de reyes y reinas se realizó como parte de la Fiesta Nacional de la Vendimia en el teatro griego Frank Romero Day, reflejando la integración de la Vendimia Para Todxs en el evento principal de la región. Esto llevó a la gente a considerar a Gabriel como posible futuro director del Acto Central de la Fiesta Nacional de la Vendimia 2025. Además, la fiesta se llevó a cabo en el espacio WABI, considerado uno de los mejores de Sudamérica, viviendo una experiencia aún más espectacular para los asistentes. Esta producción de nivel internacional que debutó con total éxito, tuvo como premisa celebrar la diversidad, a puro baile, con grandes atractivos; un patio gastronómico, grandes barras, un set musical único y la presencia de más de 40 artistas en escena, que hicieron del encuentro una edición inolvidable.